# Soumaintrain
Soumaintrain é uma comuna francesa na região administrativa de Borgonha-Franco-Condado, no departamento de Yonne. Estende-se por uma área de 10,75 km². Em 2010 a comuna tinha 223 habitantes (densidade: 20,7 hab./km²).